# Muhammad Mochber
Muhammad Mochber (persky محمد مخبر‎; * 26. června 1955 Dezfúl) je íránský politik, od května do července 2024 úřadující prezident Íránu. Ve funkci nahradil Ebráhíma Raísího, který zahynul 19. května při havárii vrtulníku.

## Mládí
Narodil se v roce 1955 v Dezfúlu. Jeho otec Abbás působil jako imám. Vystudoval mezinárodní právo a management. Aktivně vystupoval proti dynastií Pahlaví. Během irácko-íránské války působil v zdravotnickém sboru.

## Kariéra
V 90. letech byl generálním ředitelem společnosti Dezful Telecommunications. Mimo jiné působil jako zástupce guvernéra provincie Chúzistán a guvernér banky Síná.